# Contea di Changle
La contea di Changle (昌乐县S, Chānglè XiànP) è una contea della Cina, situata nella provincia dello Shandong e amministrata dalla prefettura di Weifang.